# Sopotschnaja (Popigai)
Die Sopotschnaja (russisch Сопочная) ist ein etwa 120 km langer linker Nebenfluss des Popigai im Nordosten der Region Krasnojarsk. 

## Verlauf
Die Sopotschnaja entspringt an der Nordflanke des Anabarplateaus, das einen Teil des Mittelsibirischen Berglands bildet, auf einer Höhe von etwa 250 m. Sie durchfließt das nördlich davon gelegene Nordsibirische Tiefland, eine unbewohnte Tundralandschaft nördlich des Polarkreises. Die Sopotschnaja fließt anfangs in Richtung Nordnordwest. Bei Flusskilometer 65 biegt sie scharf nach Osten ab. 
Bei Flusskilometer 35 wendet sie sich nach Norden. Bei Flusskilometer 29 und 22 nimmt die Sopotschnaja die Nebenflüsse Mour-Sopotschnaja und Tscholur-Onguochtach-Sopotschnaja von rechts auf und mündet schließlich in den Popigai, 120 km oberhalb dessen Mündung in die Chatanga. Die Sopotschnaja entwässert ein 1740 km² großes Gebiet.